# ایزابلا اکرس
ایزابلا اکرس (انگلیسی: Isabella Acres؛ زادهٔ ۲۱ فوریهٔ ۲۰۰۱) یک هنرپیشه، و صدا پیشه اهل ایالات متحده آمریکا است. وی از سال ۲۰۰۶ میلادی تاکنون مشغول فعالیت بوده‌است. 